# カメレオン・ポップ
『カメレオン・ポップ』（Kameleon pop）は、高野寛の12枚目のアルバム。

## 概要
前作「Rainbow Magic」から約1年半振りのオリジナルアルバム。「Rainbow Magic」と同時期に作られた作品が多く、本人曰く「二卵性双生児のようなアルバム」。初めて高野自身でアルバム全曲をミックスした作品。
なお、今作の仮タイトルは「Made in TOKYO」「Original soundtrack for modern times」「Ameba Rock」など。

## 収録曲
（全作詞・作曲・編曲：高野寛（特記以外））
1. On the Timeline
2. Time Drop
  - TBS系「はなまるマーケット」4〜6月度エンディングテーマ。
3. I Saw the Light
  - 作詞・作曲：Todd Rundgren
  - トッド・ラングレンの曲を高野自身が日本語訳詞でカバー。
4. 雪どけ
  - ホーンアレンジ：権藤知彦
5. kurOFUne
  - ホーンアレンジ：権藤知彦
6. Skylove
  - 編曲：高野寛、Kassin
7. 壊れそうな世界の中で
  - 編曲：高野寛、Kassin
  - テーマはダムに沈む村[6]。
8. Magic days
9. 君に、胸キュン。 -浮気なヴァカンス-
  - 作詞：松本隆／作曲：細野晴臣、坂本龍一、高橋幸宏
  - YMOのカバー。宮内優里がリズムとプログラミングで参加。
10. GLOW
11. 十字路に降る雪
  - ホーンアレンジ：権藤知彦
12. 君住む街へ
13. Don't think twice
  - 高野録音史上初モノラルミックスが施されている[7]。
14. Trance ASIA express（short ver.）